# مقاطعة يلو ميديسين (مينيسوتا)
مقاطعة يلو ميديسين (بالإنجليزية: Yellow Medicine County)‏ هي إحدى مقاطعات ولاية مينيسوتا في الولايات المتحدة الأمريكية.